# Nicolás Muñoz Avia
Nicolás Muñoz Avia (Madrid, 1962) és un director de cinema espanyol, fill del pintor Lucio Muñoz. Comença la seva trajectòria professional en el món de la fotografia a les ordres de directors com José Luis Borau, Jaime de Armiñán, Antonio Mercero, Basilio Martín Patino, Carlos Saura o Mario Camus. Posteriorment es dedica a tasques de director, productor i guionista. Va debutar com a director i productor del curtmetratge El viejo (1982) i el 1994 va escriure el guió de tres episodis de la sèrie ¡Ay, Señor, Señor!. El 1999 va dirigir el seu primer llargmetratge, Rewind, que va rebre el premi a la millor pel·lícula al Festival de Cinema de l'Alfàs del Pi. El 2008 va estrenar el seu segon llargmetratge, Animales de compañía que fou nominada a l'Espiga d'Or de la Seminci. Interessat pel Sàhara Occidental, el 2002 va rodar el documental El viaje de Susu i el 2011 El maestro saharaui, documental sobre els saharauis que van anar a estudiar a Cuba, que fou estrenat a la IX edició del Festival de Cinema del Sahara (FiSahara), També ha escrit dues novel·les, Cenizas (2008) i Descendientes 82018)

## Filmografia
- El viejo (curtmetratge, 1982)
- Una tarde (curtmetratge, 1984)
- América (curtmetratge, 1991)
- En el trastero (1992)
- Rewind (1999)
- El viaje de Susu (documental, 2002)
- Animales de compañía (2008)
- El maestro saharaui (2011)
- Juntos y revueltos (2014)
- El milagro de San Lázaro (2015)
- Pequeñas lecciones (2018)

## Obra literària
- Cenizas (2008)
- Descendientes (2018)